# Гуммар Лирский
Святой Гуммар (Gummarus; 717—774) — отшельник Лирский, святой Католической церкви, память 11 октября.
Святой Гуммар был сыном лорда Эмблема, что около Лира в Брабанте. Он рос, не учась читать или писать, но прислуживая при дворе Пипина, где по духу веры он был предан каждому своему поручению и волен в делах милосердия. Пипин поставил его на высокую должность и предложил вступить в брак с девицей, благородной по происхождению, по имени Гуинимария. Этот брак состоялся по их взаимному согласию. Этот брак, который казался несчастливым в глазах мира, был предписан Богом для усовершенствования достоинств Его слуги и стяжанию им славы святых: поскольку Гуинимария была экстравагантной и извращенной в своих делах, жестокой, капризной и не поддающейся обучению. Жизнь для Гуммара стала с того времени чередой непрерывных испытаний. Св. Гуммар в течение нескольких лет пытался всеми средствами, которые допускали его благоразумие и милосердие, наставить жену на пути, более приемлемые для благоразумия и веры.
В ту пору король Пипин взял его с собой на войну, и Гуммар отсутствовал восемь лет. Вернувшись домой, он нашёл, что его жена привела все его дела в полный беспорядок, и что лишь немногие среди его слуг, вассалов или арендаторов избежали её притеснения. Она была настолько скупа, что даже отказывала жнецам в пиве во время жатвы. Гуммар всем возместил приченённый ущерб, и Гуинимарии по таким терпению и доброте оставалось лишь устыдиться своего прошлого поведения и изобразить покаяние. Это изменение, однако, было только внешним, и её злонравие снова стало хуже, чем когда-либо. Гуммар попытался исправить её, но затем он бросил эти попытки и стал жить жизнью человека в отставке в веси Нивесдонк. Вместе со св. Румольдом он, по преданию, основал монастырь в Лире, который впоследствии стал носить его имя.
Покровитель бездетных людей, придворных, пастухов, состоящих в трудных браках, перчаточников, страдальцев грыжей, проживающих отдельно супругов, лесорубов.